# Aérodrome de White Waltham
L'aérodrome de White Waltham (White Waltham Airfield, code OACI : EGLM) est un aérodrome d'aviation générale situé à White Waltham, à 2 milles marins (3,7 km) au sud-ouest de Maidenhead, dans le Royal Borough of Windsor and Maidenhead dans le Berkshire, en Angleterre.
Ce grand terrain d'aviation est surtout connu pour son association avec l'Air Transport Auxiliary de 1940 à 1945. Il a également une histoire importante en matière d'entraînement au pilotage avant la Seconde Guerre mondiale, d'utilisation par la RAF en temps de guerre et après la guerre, et d'utilisation après la guerre comme centre d'essais en vol par les compagnies d'aviation Fairey et Westland. Au milieu des années 1950, il est le QG du Home Command de la RAF. Il appartient aujourd'hui à une société privée et abrite le West London Aero Club.